# Marijana Kynczewa
Marijana Kynczewa (bułg. Марияна Кънчева, ur. w 1958) – bułgarska prawniczka, sędzia Sądu Unii Europejskiej.

## Życiorys
Ukończyła studia prawnicze na Uniwersytecie w Sofii w 1984. Jest również absolwentką Université Libre de Bruxelles (2009) w zakresie prawa Unii Europejskiej. Pracowała jako asesor sądowy w Sofii (1985-1986). Od 1988 do 2011 była adwokatem w Sofii, a w latach 2007-2011 także w Brukseli, z przerwą w latach 1992-1994, kiedy była dyrektorem generalnym w bułgarskim ministerstwie spraw zagranicznych.
W 2011 została wybrana sędzią Sądu Unii Europejskiej w miejsce Teodora Czipewa, który ustąpił w czerwcu 2010.